# Lokomotivy Garratt

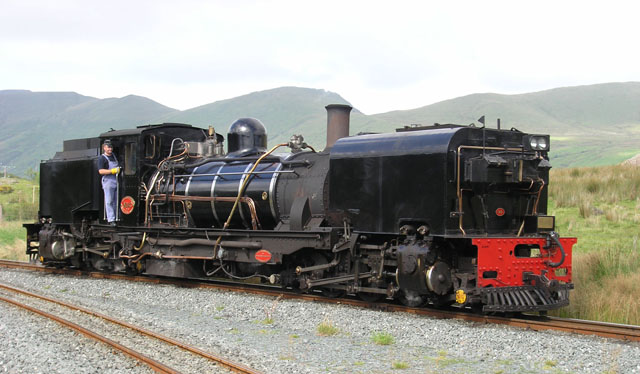
Garrattka na Welsh Highland Railway

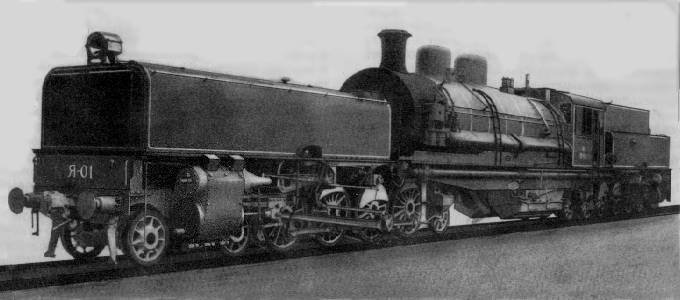
Sovětská Я-01, největší garrattka na světě

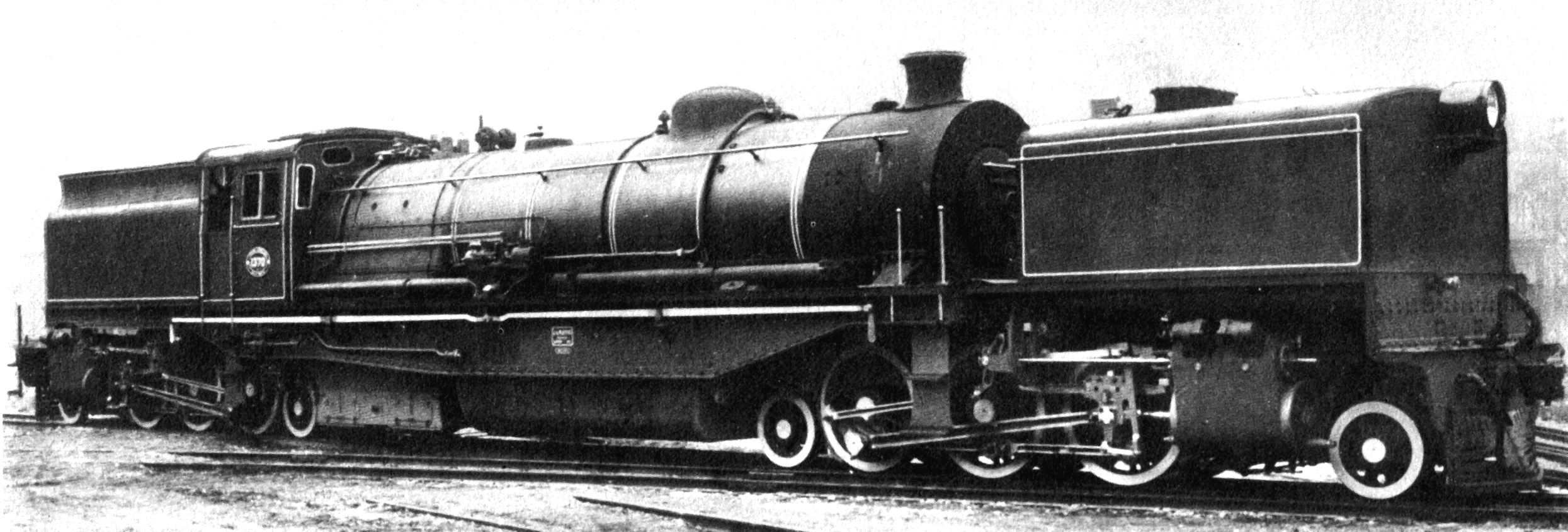
Jihoafrická lokomotiva třídy U příbuzné konstrukce Union-Garratt

Garratt je konstrukce parní lokomotivy, která se skládá ze tří částí. Střední část tvoří rám s kotlem a budkou, který je uložen na dvou oddělených pojezdech. Tyto pojezdy nesou zásobníky paliva a vody.

## Vývoj
Původcem tohoto typu lokomotiv byl Australan Herbert William Garratt, přejímač New South Wales Railways v Londýně, který si nechal tuto myšlenku patentovat v roce 1907.
Základní výhody tohoto uspořádání lokomotiv:
- hmotnost lokomotivy je rozložena na větší délce, na málo únosných tratích mohou jezdit velmi výkonné lokomotivy
- lokomotiva projede obloukem o mnohem menším poloměru ve srovnání s obdobnou lokomotivou s pevným rámem
- lokomotiva přináší úsporu personálu, neboť vlastně nahradí dvě menší lokomotivy
- lokomotiva má stejnou nejvyšší dovolenou rychlost v obou směrech

## Beyer-Garratt
Garrattův patent byl využit britskou firmou Beyer-Peacock, která jej rozvinula a úspěšně s těmito lokomotivami obchodovala stejně tak jako s licencemi na jejich výrobu, takže označení Beyer-Garratt je běžně užíváno v mnoha zemích. Většina garratek byla postavena ve Spojeném království, z toho téměř dvě třetiny (1023 z 1651) u firmy Beyer-Peacock, zbytek pak na základě licencí u jiných výrobců v Británii, Francii, Španělsku, Německu, Itálii, Belgii, Jižní Africe, Brazílii a Austrálii.
Garrattky byly nejvíce rozšířené v Africe, patřily k největším a nejvýkonnějším lokomotivám na jižní polokouli. Z nich nejvýkonnějších bylo osm lokomotiv řady GL jihoafrických železnic. Garrattky jezdily též v Asii, Austrálii, Jižní Americe a v několika evropských zemích. Rozšíření na britských ostrovech bylo velmi skromné, přesto, že zde sídlil jejich největší výrobce. V Severní Americe se nepoužívaly vůbec, pro lokomotivy s členěným pojezdem zde našla uplatnění konstrukce Malletova.
Železnice Nového Jižního Walesu zavedly v roce 1952 do provozu lokomotivy řady AD60 s uspořádáním 4-8-4+4-8-4, dodané firmou Beyer Peacock. Vážily 265 tun s nápravovým tlakem pouhých 16 t. Tažná síla u nich dosahovala 265 kN a byly svého času nejvýkonnějšími lokomotivami na jižní polokouli. Pro ilustraci: Na stoupání 15 promile uvázl nákladní vlak vedený dvěma dieselovými lokomotivami. Lokomotiva AD60 vlak o celkové hmotnosti 1450 t odtáhla bez jediného proklouznutí kol.

## Nevýhody
Hlavní nevýhodou garrattek je, podobně jako u jiných tendrových lokomotiv, že s postupnou spotřebou vody klesá jejich adhezní váha a tím i tažná síla. Některé lokomotivy v Africe proto vozily další vůz s vodou. Další nevýhodou bývá ovládání obou parních strojů jediným regulátorem a jednou pákou rozvodu, takže při prokluzu je nutné omezit tažnou sílu obou parních strojů.
Další nevýhoda se projevovala při uváznutí vlaku v tunelu. Lokomotivní četa měla ústupovou cestu na obou stranách uzavřenu horkými válci parního stroje. To zapříčinilo ve 40. letech 20. století v Austrálii, v jediném tunelu na státní železniční síti, řadu problémů, které vyvrcholily smrtí lokomotivní čety.